# Meridià 66 a l'oest
El meridià 66 a l'oest de Greenwich és una línia de longitud que s'estén des del pol Nord travessant l'oceà Àrtic, Groenlàndia, Amèrica del Sud, l'oceà Atlàntic, l'oceà Antàrtic, i l'Antàrtida fins al pol Sud.
El meridià 66 a l'oest forma un cercle màxim amb el meridià 114 a l'est. Com tots els altres meridians, la seva longitud correspon a una semicircumferència terrestre, uns 20.003,932 km. Al nivell de l'Equador, és a una distància del meridià de Greenwich de 7.347 km.

## De Pol a Pol
Començant en el pol Nord i dirigint-se cap al pol Sud, aquest meridià travessa:
| Coordenades                             | País, territori o mar | Notes |
| --------------------------------------- | --------------------- | --- |
| 90° 0′ N, 66° 0′ O / 90.000°N,66.000°O  | Oceà Àrtic            | |
| 83° 15′ N, 66° 0′ O / 83.250°N,66.000°O | Mar de Lincoln        | |
| 82° 50′ N, 66° 0′ O / 82.833°N,66.000°O | Canadà                | Nunavut — Ellesmere |
| 81° 13′ N, 66° 0′ O / 81.217°N,66.000°O | Estret de Nares       | |
| 80° 37′ N, 66° 0′ O / 80.617°N,66.000°O | Groenlàndia           | |
| 80° 0′ N, 66° 0′ O / 80.000°N,66.000°O  | Estret de Nares       | Conca de Kane |
| 79° 8′ N, 66° 0′ O / 79.133°N,66.000°O  | Groenlàndia           | |
| 76° 2′ N, 66° 0′ O / 76.033°N,66.000°O  | Badia de Baffin       | |
| 70° 0′ N, 66° 0′ O / 70.000°N,66.000°O  | Estret de Davis       | |
| 68° 1′ N, 66° 0′ O / 68.017°N,66.000°O  | Canadà                | Nunavut — Península Cumberland, Illa de Baffin                                                                                                  |
| 66° 6′ N, 66° 0′ O / 66.100°N,66.000°O  | Estret de Davis       | Badia Cumberland |
| 64° 50′ N, 66° 0′ O / 64.833°N,66.000°O | Canadà                | Nunavut — Península de Hall, Illa de Baffin |
| 62° 57′ N, 66° 0′ O / 62.950°N,66.000°O | Badia de Frobisher    | |
| 62° 15′ N, 66° 0′ O / 62.250°N,66.000°O | Canadà                | Nunavut — Península Meta Incognita, Illa de Baffin                                                                                              |
| 61° 52′ N, 66° 0′ O / 61.867°N,66.000°O | Estret de Hudson      | |
| 60° 30′ N, 66° 0′ O / 60.500°N,66.000°O | Badia d'Ungava        | |
| 58° 58′ N, 66° 0′ O / 58.967°N,66.000°O | Canadà                | Quebec Terranova i Labrador — Labrador, des de 54° 56′ N, 66° 0′ O / 54.933°N,66.000°O Quebec — des de 52° 4′ N, 66° 0′ O / 52.067°N,66.000°O   |
| 50° 16′ N, 66° 0′ O / 50.267°N,66.000°O | Golf de Sant Llorenç  | |
| 49° 13′ N, 66° 0′ O / 49.217°N,66.000°O | Canadà                | Quebec — Península de Gaspé |
| 48° 9′ N, 66° 0′ O / 48.150°N,66.000°O  | Badia de Chaleur      | |
| 47° 55′ N, 66° 0′ O / 47.917°N,66.000°O | Canadà                | Nova Brunswick — Passa a l'est de Saint John a 45°17'N                                                                                          |
| 45° 13′ N, 66° 0′ O / 45.217°N,66.000°O | Badia de Fundy        | |
| 44° 35′ N, 66° 0′ O / 44.583°N,66.000°O | Canadà                | Nova Escòcia |
| 43° 43′ N, 66° 0′ O / 43.717°N,66.000°O | Oceà Atlàntic         | |
| 18° 27′ N, 66° 0′ O / 18.450°N,66.000°O | Puerto Rico           | |
| 17° 58′ N, 66° 0′ O / 17.967°N,66.000°O | Mar Carib             | Passa a l'est de l'illa de La Orchila, Veneçuela (a 11° 52′ N, 66° 5′ O / 11.867°N,66.083°O)                                                    |
| 10° 24′ N, 66° 0′ O / 10.400°N,66.000°O | Veneçuela             | |
| 0° 48′ N, 66° 0′ O / 0.800°N,66.000°O   | Brasil                | Amazones Rondônia — des de 9° 24′ S, 66° 0′ O / 9.400°S,66.000°O                                                                                |
| 9° 48′ S, 66° 0′ O / 9.800°S,66.000°O   | Bolívia               | |
| 21° 55′ S, 66° 0′ O / 21.917°S,66.000°O | Argentina             | |
| 45° 0′ S, 66° 0′ O / 45.000°S,66.000°O  | Oceà Atlàntic         | Golf San Jorge |
| 47° 5′ S, 66° 0′ O / 47.083°S,66.000°O  | Argentina             | |
| 48° 6′ S, 66° 0′ O / 48.100°S,66.000°O  | Oceà Atlàntic         | |
| 54° 37′ S, 66° 0′ O / 54.617°S,66.000°O | Argentina             | Illa Gran de Tierra del Fuego |
| 54° 57′ S, 66° 0′ O / 54.950°S,66.000°O | Oceà Atlàntic         | |
| 60° 0′ S, 66° 0′ O / 60.000°S,66.000°O  | Oceà Antàrtic         | |
| 65° 33′ S, 66° 0′ O / 65.550°S,66.000°O | Antàrtida             | Illa Renaud — reclamat per Argentina, Xile i Regne Unit                                                                                         |
| 60° 0′ S, 66° 0′ O / 60.000°S,66.000°O  | Oceà Antàrtic         | |
| 66° 55′ S, 66° 0′ O / 66.917°S,66.000°O | Antàrtida             | Antàrtida Argentina, reclamat per Argentina · Territori Antàrtic Xilè, reclamat per Xile · Territori Antàrtic Britànic, reclamat per Regne Unit |